# Dirk Schumacher
Dirk M. Schumacher (* 10. Juni 1975) ist ein deutscher Radiomoderator, Sprecher, Komponist und Autor.

## Leben
Erste Schritte ins Berufsleben machte Schumacher von 1994 bis 1998 als Moderator bei RSA-Radio in Kempten. Im Laufe der Jahre war Schumacher u. a. bei Grundy UFA als Produktionsassistent und Aufnahmeleiter am Set von Gute Zeiten, schlechte Zeiten und Hinter Gittern – der Frauenknast. Dirk Schumacher zog im Jahre 2000 nach München. Dort arbeitete er von 2000 bis 2012 als Moderator bei Radio Gong 96,3, als Dirk „Schumi“ Schumacher, mit der täglichen Sendung „Der Nachmittag“ von 13 bis 17 Uhr. Seit 2013 arbeitet er als Redakteur und Sprecher bei Bayerischer Rundfunk.
Unter seinem vollständigen Namen Dirk Mark Schumacher komponiert er mit seinem Musikpartner Gabriel Florea Songs im Bereich Pop, Schlager und Dance. In seinem bayerischen Liedermacher-Projekt Schuminga veröffentlichte Dirk Schumacher als Sänger und Songwriter 2010 sein Album Jedn Dog.

## Auszeichnungen
Für das Buch Buddhas baden besser (2016, Edition Wannenbuch) ist Dirk Schumacher mit dem  Publikumspreis Nonbook der Frankfurter Buchmesse 2016 ausgezeichnet worden.

## Diskografie (Auswahl)
- Sector One – Not ashamed
- MaXxine – Senza di te
- Holki – Láska je d’ábel
- Holki – Žárlím
- Verona – Life is fun
- Schuminga – Jedn Dog (Album)
- Gabriel Florea & Dirk M. Schumacher – Yoga (Album)
- Gabriel Florea & Dirk M. Schumacher – Yin & Yang (Album)
- Gabriel Florea & Dirk M. Schumacher – Loslassen und Träumen (Album)
- Lauryn Mark – I wanna tell you why
- Fucking Role Models – Hot
- Gabriel Florea & Dirk M. Schumacher – neckattack® Massage- und Entspannungsmusik Vol.1 (Album)
- Gabriel Florea & Dirk M. Schumacher – Achtsamkeit mindfulness (Album)
- Fucking Role Models – Leave me alone
- Relaxea – Sunshine delight
- APR1 – 5 Minuten Ruhe
- Relaxea – Chill Out (Album)
- Yogan Sounds - Music for Yoga and Meditation (Album)
- Susann Schönfeld - Der Weg ist das Ziel
- Gabriel Florea & Dirk M. Schumacher - Best of Yoga (Album)

## Veröffentlichungen
- Buddhas baden besser: Entspannungsübungen für die Wanne. Edition Wannenbuch, 2016, ISBN 978-3-9815989-9-5
- Ketchup, Kult und Kino-Küsse: Das Film-Quiz für die Wanne. Edition Wannenbuch, 2018, ISBN 978-3-9474090-5-1
- Coaching-Kalender 2022: Mehr vom Jahr – erfolgreicher leben – mit Experten-Coaching. Edition Wannenbuch, 2021, ISBN 978-3-947409-26-6
- Coaching-Kalender 2022: Mehr vom Jahr – achtsamer leben – mit Experten-Coaching. Edition Wannenbuch, 2021, ISBN 978-3-947409-35-8
- Coaching-Kalender 2022: Mehr vom Jahr – glücklicher leben – mit Experten-Coaching. Edition Wannenbuch, 2021, ISBN 978-3-947409-32-7
- Coaching-Kalender 2022: Mehr vom Jahr – motivierter leben – mit Experten-Coaching. Edition Wannenbuch, 2021, ISBN 978-3-947409-43-3